# حدث واضح يهدد الحياة
الأحداث الواضحة التي تهدد الحياة (ALTE)، والمعروفة أيضًا بحادثة مختصرة غير معروفة السبب (BRUE) هي عندما يكون الطفل أقل من دقيقة لديه واحد أو أكثر من اعراض ازرقاق الجلد أو ضعف التنفس أو الضعف بشكل عام أو ضعف الاستجابة. بحلول الوقت الذي يتم تقييمهم فيه في بيئة الرعاية الصحية، يجب أن يعودوا إلى طبيعتهم.
أوصت الأكاديمية الأمريكية لطب الأطفال (AAP) في بيان إجماع عام 2016 بأنه من الأفضل استخدام مصطلح BRUE الأكثر وضوحاً من ALTE كونه أكثر فائدة في تقييم المخاطر. غالبًا ما يكون سبب BRUEs غير معروف، وتشمل الأسباب الأكثر شيوعًا لحدوث BRUEs: الارتجاع المعدي المريئي والارتجاف وسوء معاملة الأطفال. ويكون الحادث مفيداَ في التشخيص، إذ تمثل بعض الحوادث أول علامة أو عارض لحالة طبية أساسية. في معظم الحالات، من غير المرجح أن يتعرض الأطفال الذين يعانون من BRUE لحدث ثانٍ ولديهم خطر أقل للوفاة، بافتراض أن الأطفال يتمتعون بصحة جيدة ولم يُعثر لديهم على مشكلة طبية أساسية.

## العرض
BRUE هو وصف لحادثة تُشفى ذاتيًا. عادةً ما يستمر BRUE لأقل من دقيقة واحدة. ويجب أن تكون الحادثة قد انتهت عندما يفحص الطبيب الرضيع. قد يقوم مقدم الرعاية بالإبلاغ عن ملاحظة تلون الجلد المزرق، والذي يسمى الزرقة. يمكن ملاحظة اضطرابات التنفس، مثل قلة التنفس، أو التنفس البطيء، أو التنفس غير المنتظم. يمكن أيضًا تصنيف الاضطراب في حركة العضلات، مثل مرونة العضلات المؤقتة أو صلابتها بأنها BRUE.
ويشمل كذلك التغييرات في مستوى الاستجابة مثل الاتصال المرئي غير الطبيعي أو عدم القدرة على التفاعل مع الآخرين.
BRUE هو مصطلح يستخدمه الطبيب لوصف حادثة الرضيع المفاجئة والتي تُشفى ذاتيًا والتي يلاحظها شخص آخر وتحدث للرضع الذين تقل أعمارهم عن سنة واحدة، وتستمر أقل من دقيقة واحدة، وتختفي تمامًا من تلقاء نفسها قبل أن يتم تشخيصها من قبل الطبيب. يجب أن يتضمن الحدث على الأقل إحدى النقاط الآتية.
- تغير لون الجلد إلى اللون الأزرق (زُرقة) أو شحوب.
- التنفس غير الطبيعي.
- ضعف العضلات.
- قلة الاستجابة.

## الأسباب
من الصعب ايجاد سبب نهائي لمعظم الأطفال الذين يحصل لهم BRUE. ومع ذلك، فإننا نستخدم الدراسات المفصلة حول ALTEs، للمساعدة في شرح سبب BRUE. ومن هذه الأسباب:

### الارتجاع المعدي
يمكن أن يؤدي القيء أو الاختناق أثناء الرضاعة إلى حدوث تشنج للحنجرة مما يؤدي إلى الإصابة بـ BRUE أو ALTE. وهذا ما يحدث إذا عانى الرضيع من القيء أو القلس قبل الحدث مباشرة، أو إذا حدث الحادث أثناء استيقاظ الرضيع واستلقاءه. لا يُجرى اختبارات إضافية عند الرضع الأصحاء الذين يعانون من ارتجاع المريء عادةً. أما الرضع الذين يعانون من نوبات متكررة من الاختناق أو الأحداث الحادة المتكررة، يجب الأخذ بنظر الأعتبار قدرة الطفل على البلع.

### الارتجاف
حدوث نوبة يعاني بها الرضيع من تصلب عضلي أو حركات غير طبيعية في العين بدون اختناق أو تقيؤ. يُشخص عن طريق استخدام تخطيط كهربائية الدماغ بالفيديو (EEG).

### سوء معاملة الطفل
يمكن اكتشاف إساءة معاملة الأطفال عند أخذ التاريخ الطبي للمرض أو من خلال نتائج الفحص البدني. يجب على الطبيب القيام بفحص طبي مفصل عند وجود كدمات مجهولة السبب عند الرضيع (خاصةً إذا كان الرضيع لم يزحف بعد) أو أي علامات أخرى. قد يشمل ذلك الأشعة السينية، ومنظمات العمل الاجتماعي، أو خدمات حماية الطفل.

### أسباب أخرى
تشمل الأسباب الأخرى الأقل شيوعًا: التهاب السحايا، والتهاب المسالك البولية، ونوبات حبس النفس، ومتلازمة نقص التهوية المركزية الخلقية، والسرطان، والنزيف داخل الجمجمة، وانقطاع النفس عند الأطفال، والتنفس الدوري للرضع، والاختناق، وانقطاع النفس الانسدادي في أثناء النوم، والاضطراب المفتعل المفروض على شخص آخر (متلازمة مانشاوزن).

## التشخيص
يعد أخذ التاريخ الطبي للمرض أمرًا مهمًا في تقييم BRUE. تتمثل الخطوة الأولى في التأكد من كونه BRUE أو حالة أخرى، ففي حالة وجود أي أعراض غير طبيعية أو علامات حيوية، فلا يمكن تصنيفها على أنها BRUE ويجب على اختصاصي الرعاية الصحية التعامل معها وفقًا لذلك.

### الرضع المعرضون لمخاطر قليلة
الخطوة التالية في التقييم هي التمييز بين ما إذا كان BRUE منخفضًا أو عالي الخطورة. تصنف الأكاديمية الأمريكية لطب الأطفال على أن حالة الرضيع منخفضة إذا كانت لديه الخصائص الآتية:
• أن يكون عمر الرضيع أكبر من 60 يومًا.
• مدة الحمل أكثر من أو تساوي 32 أسبوعًا.
• لم يكن لدى الرضيع كدمات سابقة.
• لم يكن هناك حاجة لعمل الإنعاش القلبي الرئوي (CPR).
• لا توجد سمات مرضية سابقاً.
• لا يوجد خلل عند القيام بالفحص البدني.
• مدة الحادثة أقل من 20 ثانية.

### الرضع المعرضون لمخاطر عالية
أما إذا كان الرضيع لا يستوفي المعايير السابقة، فإن BRUE تعتبر عالية الخطورة، وهي تمثل حالة طبية أساسية. وفي هذه الحالة يمكن أن تشمل الخصائص حدوث حادثة سابقة مشابهة، أو وفاة غير متوقعة لأحد الأشقاء، أو الحاجة إلى الإنعاش القلبي الرئوي من قبل اختصاصي طبي مُدرب، أو الخمول المستمر، أو الاشتباه في إساءة معاملة الطفل، أو وجود متلازمة وراثية أو تشوهات خلقية.

## العلاج
يشمل العلاج عمل تخطيط قلب كهربائي ومراقبة حالة الطفل لفترة من الوقت. و يمكن أيضا إجراء اختبار السعال الديكي. و لا يوصى عادة بإجراء اختبارات أخرى.